# Галльстрём, Пер
Пер Август Леонард Галльстрём (англ. Per August Leonard Hallström; 29 сентября 1866[…], Клара, Стокгольмское обер-губернаторство — 18 февраля 1960[…], Накка, Стокгольм) — шведский химик, писатель

, поэт, переводчик и деятель искусств; член Шведской академии.

## Биография
Пер Галльстрём родился 29 сентября 1866 года в Кларе в семье казначея Конрада Галльстрёма и его жены Йоханны (урожденной Андерссон). Родители поженились только тогда, когда их пятеро детей были уже взрослыми, что было очень необычно для того времени и за что Перу было в детстве очень неловко.
По окончании Королевского технологического института он сначала работал химиком в Лондоне и Чикаго, затем в 1891–1897 годах в Шведском телеграфном управлении. Там он стал пробовать свои силы на литературном поприще и некоторое время спустя решил полностью посвятить свою жизнь литературе. 

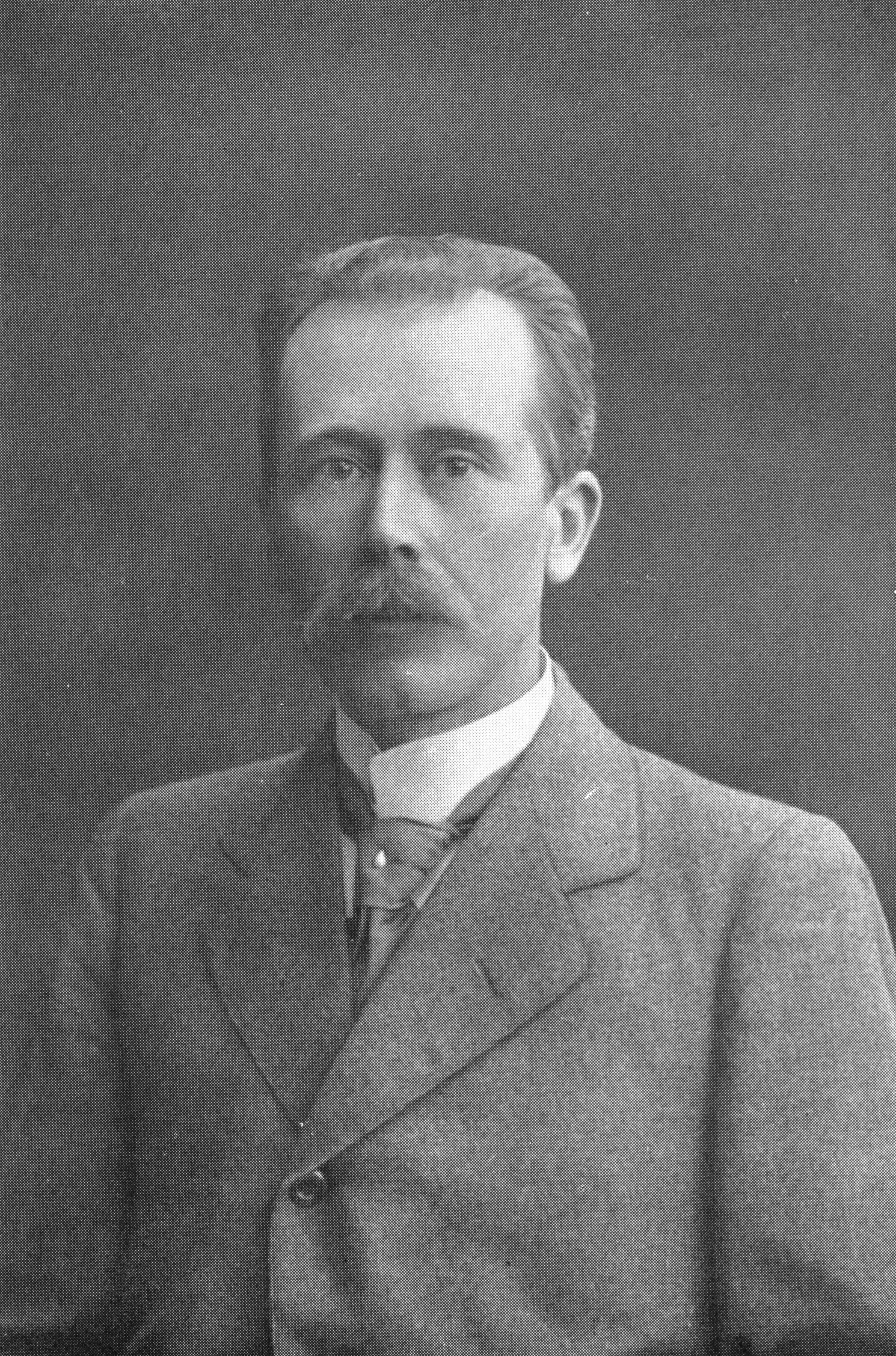
Пер Галльстрём (1936)

В начале своей писательской деятельности Галльстрём показал себя как реалист  («Lyrik och fantasier», 1891), но вскоре он отошел к неоромантикам, получив всеобщую известность именно как представитель этой школы (сборники новелл «Purpur», 1895; «En gammal historia», «Briljants mycket», 1896; «Thanatos», 1900). 
Новеллы Пера Галльстрёма отмечены искусной композицией, тонкой зарисовкой характеров, блеском стиля. Как драматург и лирик Галльстрём, согласно «БСЭ», «менее интересен». 
Яркий язык и богатая фантазия, в соединении с разочарованностью и скептицизмом, делают его произведения неровными — то впадающими в преувеличения, то мягкими и задушевно-мечтательным. Материализм буржуазного общества действует на душу поэта угнетающе; его фантазия ищет «золотого века» в прошлом, но скептическая мысль смеется над этим.
Стоит также отметить его стихотворные переводы из Уильяма Шекспира.
Дважды писатель был номинирован на Нобелевскую премию по литературе (1916 и 1919).
Пер Август Леонард Галльстрём умер 18 февраля 1960 года в городе Стокгольме.
С 1895 года Галльстрём был женат на Хельге Окерберг (швед. Helga Åkerberg; 1870–1949).